# Olle Hedberg
Carl Olof "Olle" Hedberg ( 31 de mayo de 1899, Norrköping, Suecia –  20 de septiembre de 1974, Verveln, provincia de Östergötland, Suecia) fue un autor sueco.
Hedberg es conocido como un escritor satírico sobre la clase media y el mundo convencional en general. Su primera novela, Rymmare och fasttagare (la base del prisionero), fue publicada en 1930, y desde entonces escribió un libro por año durante varias décadas. Sus trabajos de la década de 1940 fueron influenciados por su búsqueda de los valores religiosos y morales. Su novela Bekänna färg (mostrar la mano), publicada en 1947, está considerada una de las más importantes de este periodo.
Su trabajo carece de grandeza filosófica. Más bien, él basa sus obras en el realismo y el desencanto. Fue miembro de la Academia sueca desde 1957.
Hedberg se suicidó en 1974, unas semanas después de que su hija Birgitta muriera por una enfermedad de manera repentina.

### Otros escritos
- Rabies eller Lindras livets kval av likars jämmer? (dramaturgia, 1946)
- Sten Selander (discurso inaugural de la Academia Sueca, 1957)
- Hur jag började (discurso en días del libro de Gotemburgo 15 de noviembre de 1961, escrito impreso en cientos de copias)
- Mitt liv var en dröm (autobiografía, 1962)
- Kring Dalinminnet (1963)
- Opp Amaryllis (causeries de radio póstumos, 1975)